# Ana Esteve Reig
Ana Esteve Reig (Agres, Alicante 1986) es una artista visual española con una extensa obra multimedia principalmente de vídeo e instalaciones.

## Trayectoria
Licenciada en Bellas Artes por la Universidad Complutense de Madrid (UCM) en 2009, Esteve estudió posteriormente Artes Visuales en la especialidad de videoarte en la Universidad de las Artes de Kassel en Alemania en 2011. Durante sus estudios de posgrado como Meisterschüler del artista Bjørn Melhus, apostó por el videoarte como medio de expresión, utilizándolo como vehículo para sus reflexiones sobre los estereotipos generados en torno a los roles dentro de la sociedad. Sus trabajos se nutren de la cultura popular, el cine, la televisión, las redes sociales, la realidad virtual o la literatura. 
Es una artista destacada y relevante dentro de su generación,  que compagina su faceta creativa con su actividad como docente en la Universidad Antonio de Nebrija. Esteve ha expuesto su obra en diferentes ciudades españolas e internacionales como Londres, Kassel, Berlín, Viena o Taipéi.
En la feria de ARCO 2023 el Ministerio de Cultura y Deporte compró 26 obras de 18 artistas para el Museo Reina Sofía, siendo una de ellas de Ana Esteve Reig, la obra  Fancams. 2023Vídeo monocanal. 3840 x 1080,25 fps, pal, color, sonido.

## Obra
Entre sus trabajos cabe destacar :
- 2010: Encierro. Reflexión sobre los roles de género bajo el formato de videoclip, donde tres policías bailan reguetón ante una mujer sola que permanece impasible a sus movimientos.
- 2011: Paraísos perdidos. Instalación con tres canales en la que tres personajes anhelan sus propios y utópicos paraísos sabiendo que no podrán alcanzarlos.
- 2013: Slide. Vídeo monocanal  donde la Ciudad de la Cultura de Galicia es ocupada con skaters de Santiago de Compostela (en colaboración con Alejandro Ramírez).
- 2014: Después de Nunca Jamás. Vídeo instalación de dos canales homenaje a la Ruta Destroy a través de dos jóvenes que viven en bucle una fiesta de 24 horas, donde la propia ruta se convierte en El país de Nunca Jamás para estos dos personajes, ajenos a cualquier planteamiento de tipo  político, económico, social o religioso.[7]
- 2016: El Documental de Dalila. Participante en el Festival Márgenes  y seleccionada para la edición de Circuitos 2017.[1]
- 2016: Estudio con vistas. Comisaria y autora de la exposición.[8]
- 2018: Exposición colectiva Futuro Im_perfecto, en Ey! Studio con los artistas Julia Llerena, Florencia Rojas, SN (Begonya García/Alfonso Fernández), Esther Merinero, Ignacio Tejedor y Arantxa Boyero (2018).[9]
- 2018: Visuales en el festival She Makes Noise: cuentacuentos de Clara te Canta.[10]
- 2019: exposición individual El sueño de la pantalla, 28 de junio al 27 de octubre, Museo IVAM CADA Alcoy, Alicante.[11]
- 2020: Proyecto #Unmetroymedio, CA2M Madrid.[12]
- 2020: Proyector Festival 2020, Sala El Águila, septiembre, Madrid. Obra expuesta: La voz digital.[13]
- 2022: Visiones Contemporáneas 29, DA2 Domus Artium 2002. Comisariado por Playtime Audiovisuales. De junio a octubre, Salamanca. Obras expuestas: Después de nunca jamás, La voz digital, New Era 1996, Estudios del parpadeo.[14]
- 2023 "Escenarios de ficción", exposición individual en el Museo Nacional Thyssen Bornemisza, Madrid, dentro del proyecto Kora comisariado por Semíramis González https://www.museothyssen.org/exposiciones/ana-esteve-reig-escenarios-ficcion

## Becas y premios
- Ganadora de una de las Ayudas a la producción en Artes Visuales de la Comunidad de Madrid 2020 para el proyecto "Doble ficción".
- Ganadora de una de las Becas de Residencia en el extranjero de la Comunidad de Madrid para Hangar, Lisboa.
- Premio en la XXVII Edición Circuitos de Artes Plásticas Sala de Arte Joven de la Comunidad de Madrid (2016).[15]
- Beca MULTIVERSO a la Creación en Videoarte de la Fundación BBVA con la pieza La Pantalla Mágica (2017).[16]
- Finalista Premios Concurs d’Arts Visuals. Premi Miquel Casablancas (2017).[17]
- Beca Programa de Creación Artística DKV (2017).[18]
- Residencia en el Matadero de Madrid con el proyecto multidisciplinar La Reif (2017).[19]
- Áccesit 15.ª Edición Premios Joven de la Universidad Complutense de Madrid (2014).[20]
- Ganadora Premio Arte Visual INJUVE (2011).[21]